# Mondelinge wet
Een mondelinge wet is een wet of regelgeving die mondeling vastgesteld wordt (in tegenstelling tot vaststelling door het op schrift stellen van de wet), of anders een verzameling leefregels binnen een bepaalde cultuur, religie of andere groepering die door mondelinge overlevering doorgegeven wordt en als wet gerespecteerd wordt.
Veel culturen kennen een mondelinge wet, in het geval van de moderne rechtssystemen vaak ook naast de formele wetgeving op schrift. Mondelinge overlevering is het kenmerkende instrument waardoor de mondelinge wet overgedragen wordt van persoon op persoon; de term wordt echter ook gebruikt om het geheel aan te duiden van wat generaties van een samenleving "van vader op zoon" overdragen. Dit middel kan gekozen worden door gebrek aan alternatieven (bijvoorbeeld samenlevingen waar analfabetisme veel voorkomt), of kan door diezelfde wet als middel voorgeschreven worden.
De meeste West-Europese systemen kennen geen mondelinge wetten maar slechts gecodificeerd recht (recht dat is vastgelegd in wetten). In de Verenigde Staten en Groot-Brittannië kent men binnen het rechtssysteem wel veel ongeschreven regels, het zogenaamde gewoonterecht of in Groot-Brittannië common law. Dit Angelsaksische gewoonterecht is in het algemeen gebaseerd op jurisprudentie. Gewoonterecht en mondelinge wetten lijken op elkaar maar zijn niet helemaal gelijk. Ook in andere Westerse samenlevingen kan er sprake zijn van zogenaamde ongeschreven regels, soms worden die regels vastgelegd in jurisprudentie. Dat gebeurt vooral als de wet op basis waarvan de rechter rechtspreekt verouderd is, inmiddels kunnen zich in de maatschappij andere gewoonten of gedachten gevormd hebben rond het onderwerp. Met een uitspraak kan de rechter de wet dan zo interpreteren dat recht en praktijk weer bij elkaar aansluiten. Op die manier wordt een gewoonte vastgelegd. Ook kunnen ongeschreven regels uiteindelijk weer vastgelegd worden in wetten, hetzij via jurisprudentie hetzij direct. Ook kent het Westen, net als elke samenleving, 'mores' ofwel: voorschriften hoe zich te gedragen. Mores zijn bijvoorbeeld: opstaan voor een oudere in het openbaar vervoer, elkaar de hand schudden bij een kennismaking en met de mond dicht eten. Deze mores (ook wel 'gebruiken' of 'conventies' genoemd) zijn in het algemeen niet op schrift gesteld en kunnen per samenleving verschillen. Zo is het in China beleefd om te boeren na het eten en in andere landen niet. Mores zijn niet vastgelegd in een wet en hebben in de Europese systemen geen juridische betekenis.

## Mondelinge wet in het Jodendom
Het rabbinale jodendom stelt dat de boeken van de Tenach (het Oude Testament) bestonden naast een mondelinge traditie die van generatie op generatie van Schriftgeleerden en andere, religieuze leiders overgedragen werd. De "Geschreven Wet" (Thora she-bi-chtav, תורה שבכתב) omvat de Thora en de rest van de Tenach. De "Mondelinge Wet" (Thora she-be'al pe, תורה שבעל פה) daarentegen werd uiteindelijk vastgelegd in de Talmoed en de Midrasj. De interpretatie van de Mondelinge Wet wordt dus beschouwd als de officiële lezing van de Geschreven Wet. Bovendien wordt de Joodse wet bepaald door de Geschreven Wet en de Mondelinge Wet samen. Joodse wet volgt dus niet uit een letterlijke lezing van de Tenach, maar uit de combinatie van het geschrevene en de mondelinge overlevering.